# Bluffton Township (Iowa)
Bluffton Township est un township, du comté de Winneshiek en Iowa, aux États-Unis. Il est fondé en 1856.

## Source de la traduction
- (en) Cet article est partiellement ou en totalité issu de l’article de Wikipédia en anglais intitulé « Bluffton Township, Winneshiek County, Iowa » (voir la liste des auteurs).